# Les Blufons
Les Blufons (De Bluffers) est une série télévisée d'animation néerlandaise en treize épisodes d'environ 22 minutes produite par Frank Fehmers et diffusée entre le 7 octobre et le 30 décembre 1986 sur  AVRO.
Au Québec, la série a été diffusée à partir du 6 mars 1988 sur TVJQ puis sur Canal Famille, et en France à partir du 10 juillet 1988 sur Canal+ dans Cabou Cadin.

## Synopsis
Les histoires tournaient autour des habitants du pays fictif de Bluffoonia et de leur lutte continue contre le tyran maléfique Clandestino et ses plans visant à détruire la forêt dans laquelle ils vivent.
La série était basée sur une idée de Gene Deitch qui a également écrit les paroles. Michael Jupp, qui a également créé The Dreamstone (en) et Bimble's Bucket (de), était le directeur artistique de la série et a créé les personnages.

## Fiche technique
- Titre français : Les Blufons
- Réalisateur : Frank Fehmers
- Scénario : Richard Felgate
- Musique originale : Eric Jan Harmsen
- Image : Gene Deitch
- Studios de production : AVRO
- Pays :  Pays-Bas,  États-Unis
- Langue : Néerlandais
- Durée d'un épisode : 20-25 minutes
- Date de première diffusion : 7 octobre 1986 aux Pays-Bas

## Épisodes
1. Clandestino arrête le temps
2. Notre bonne vieille Terre
3. À la recherche de l'amitié
4. L'Aventure des couleurs
5. À bas l'apesanteur
6. La Cité Souterraine
7. La Potion magique de l'évolution
8. La Nuit des Monstres
9. Le Jugement Dernier
10. Radio satellite
11. La Route du Bonheur
12. Attaque aérienne
13. La Mémoire du Temps

## Distribution

### Voix françaises
- Jacques Ferrière : Narrateur/Bof le chien
- Jacques Ciron : Zip l'écureuil/Pic Pic
- Catherine Lafond : Fleurette/Gin la canne
- Raoul Delfosse : Sac à Miel
- Albert Augier : Fut Fut le renard
- Jacques Ebner : Zock le Hibou
- Roger Carel : Clandestino/Royal
- Francis Lax : le Serpent/Toc Toc le robot

## Diffusion nationale
| Pays        | Chaînes         |
| ----------- | --------------- |
| Pays-Bas    | AVRO            |
| Allemagne   | Tele 5, RTL II  |
| France      | Canal+, Canal J |
| Royaume-Uni | Channel 4       |
| Russie      | 2x2             |
| Suède       | TV4             |
| Québec      | TVJQ            |
| Hong Kong   | TVB Pearl       |
| Malaisie    | TV3             |
| Chile       | La Red, CHV     |
| Croatie     | HRT             |